# توکه‌ویله
توکه‌ویله (به لاتین: Tükəvilə) یک منطقه مسکونی در جمهوری آذربایجان است که در شهرستان لنکران واقع شده‌است. توکه‌ویله ۱۳۴۴ نفر جمعیت دارد.

## ریشه واژه
توک در زبان تالشی به معنی شالی و ویله به معنی زمین است و معنای کامل آن به صورت زمین شالی یا شالیزار است.